# بنات ألفة (فلم)
بنات ألفة هو فيلم وثائقي باللغة العربية صدر عام 2023 من إخراج كوثر بن هنية. بعد اختفاء ابنتين لأم تونسية، تدعو المخرجة الممثلات المحترفات لتعويض الابنتين. والفيلم إنتاج دولي مشترك بين فرنسا وتونس وألمانيا والمملكة العربية السعودية.
تنافس الفيلم على جائزة السعفة الذهبية في مهرجان كان السينمائي السادس والسبعين، حيث عُرض لأول مرة عالميًا في 19 مايو 2023. أُصدر في فرنسا في 5 يوليو 2023. واختير ليكون ضمن القائمة الأولية لجائزة أفضل فيلم بلغة أجنبية في حفل توزيع جوائز الأوسكار السادس والتسعون.

## مُقدمة
ألفة امرأة تونسية أم لأربع بنات. في أحد الأيام تختفي ابنتاها الأكبر سنا. ولملء الفراغ المتبقي، تقوم المخرجة كوثر بن هنية بدعوة الممثلات المحترفات وتقريب المشاهد من قصص حياة ألفة وبناتها. يمزج الفيلم بين الوثائقي والخيالي.

## طاقم الفيلم
- هند صبري في دور ألفة
- ألفة الحمروني
- إيا تشيكاوي
- تيسير الشيخاوي
- نور القروي ‐ دور رحمة الشيخاوي
- إشراق مطر - دور غفران الشيخاوي
- مجد مستورة

## خلفية
برزت التونسية أُلفة الحمروني في أبريل 2016 إثر اختفاء ابنتاها المراهقتان رحمة وغفران الشيخاوي. وكانت الابنتان قد غادرتا تونس للقتال مع تنظيم الدولة الإسلامية (داعش) في ليبيا. وانتقدت الحمروني السلطات التونسية علنا لعدم منع ابنتها رحمة من مغادرة البلاد. وبعد اعتقال القوات الليبية المراهقتان، لم تتحرك السلطات مرة أخرى. ويقال أيضا إن الحمروني مُنعت من مغادرة البلاد للبحث عن بناتها في ليبيا بمفردها.

## الإنتاج
الفيلم من إنتاج نديم شيخ روحه في شركة تانيت فيلمز ومقرها باريس. وحبيب عطية في شركة سينيتيليفيلمز ومقرها تونس؛ وثاناسيس كاراتانوس ومارتن هامبل من شركة Twenty Twenty Vision Filmproduktion GmbH ومقرها برلين؛ وشارك في إنتاجه مؤسسة مهرجان البحر الأحمر السينمائي، زي دي اف/أرتيو، وJour2Fête.

## العرض
اختير الفيلم للتنافس على جائزة السعفة الذهبية في مهرجان كان السينمائي 2023، وكان عرضه العالمي الأول في 19 مايو 2023. وهذه هي المشاركة الثانية للأفلام التونسية في مسابقة كان الرئيسية مُنذ الفيلم الطويل قصة بسيطة لعبد اللطيف بن عمار عام 1970. طُرح الفيلم بطريقة مسرحية في فرنسا بواسطة Jour2Fête في 5 يوليو 2023 أصدرت هكّا للتوزيع الفيلم في تونس في 20 سبتمبر 2023. شارك أيضا في مهرجان بوسان السينمائي الدولي الثامن والعشرين في قسم "العرض الوثائقي" وسيتم عرضه في أكتوبر 2023.
أعطى كينو لوربر الفيلم عرضا مسرحيا محدودا في الولايات المتحدة في 27 أكتوبر 2023.وصول الفيلم في الأوسكار النسخة 96 إلى القائمة القصيرة في فئة أفضل فيلم وثائقي طويل، ليصبح المنافس العربي الوحيد في هذه النسخة من جوائز الأوسكار.

## الترشيحات والجوائز
| الجائزة أو المهرجان                | تاريخ الحفل أو المهرجان | الفئة أو الجائزة                      | المترشح(ين)                 | النتيجة                                           | مراجع  |
| ---------------------------------- | ----------------------- | ------------------------------------- | --------------------------- | ------------------------------------------------- | ------ |
| مهرجان كان السينمائي               | 27 مايو 2023            | السعفة الذهبية                        | كوثر بن هنية                | رُشِّح                                               | [ 14 ] |
| مهرجان كان السينمائي               | 27 مايو 2023            | العين الذهبية (مُناصفة مع كذب أبيض)    | كوثر بن هنية                | فوز                                               | [ 22 ] |
| مهرجان كان السينمائي               | 27 مايو 2023            | جائزة فرانسوا شاليه                   | كوثر بن هنية                | فوز                                               | [ 23 ] |
| مهرجان كان السينمائي               | 27 مايو 2023            | جائزة المواطنة                        | كوثر بن هنية                | فوز                                               | [ 23 ] |
| مهرجان ميونخ السينمائي             | 1 يوليو 2023            | أفضل فيلم وثائقي دولي                 | كوثر بن هنية                | فوز                                               | [ 24 ] |
| مهرجان بروكسل السينمائي الدولي ‏    | 5 يوليو 2023            | الجائزة الكبرى - المسابقة الدولية     | بنات ألفة                   | رُشِّح                                               | [ 25 ] |
| مهرجان بروكسل السينمائي الدولي ‏    | 5 يوليو 2023            | المسابقة الدولية - جائزة لجنة التحكيم | بنات ألفة                   | فوز                                               | [ 26 ] |
| مهرجان كالغاري السينمائي الدولي    | 1 أكتوبر 2023 ‏          | أفضل فيلم وثائقي دولي                 | بنات ألفة                   | رُشِّح                                               | [ 27 ] |
| مهرجان شيكاغو السينمائي الدولي     | 22 أكتوبر 2023          | أفضل فيلم وثائقي دولي                 | بنات ألفة                   | رُشِّح                                               | [ 28 ] |
| مهرجان شيكاغو السينمائي الدولي     | 22 أكتوبر 2023          | أفضل فيلم وثائقي دولي - تنويه خاص     | بنات ألفة                   | فوز                                               | [ 29 ] |
| مهرجان بلد الوليد السينمائي الدولي | 28 أكتوبر 2023 ‏         | السنبلة الذهبية                       | بنات ألفة                   | رُشِّح                                               | [ 30 ] |
| مهرجان مونتكلير السينمائي          | 29 أكتوبر 2023          | جائزة بروس سينوفسكي للأفلام الوثائقية | بنات ألفة                   | فوز                                               | [ 31 ] |
| جوائز غوثام                        | 27 نوفمبر 2023 ‏         | أفضل فيلم وثائقي ‏                     | بنات ألفة                   | فوز                                               | [ 32 ] |
| جوائز الأفلام الأوروبية            | 9 ديسمبر 2023 ‏          | أفضل فيلم وثائقي أوروبي ‏              | بنات ألفة                   | رُشِّح                                               | [ 33 ] |
| جمعية تورونتو لنقاد السينما        | 17 ديسمبر 2023          | جائزة آلان كينغ للأفلام الوثائقية ‏    | بنات ألفة                   | الوصيف (بالمناصفة مع الذاكرة الأبدية وسوان سونغ ‏) | [ 34 ] |
| سينما إي هونورز                    | 12 يناير 2024 ‏          | أفضل فيلم غير روائي طويل              | كوثر بن هنية، نديم شيخ روحه | في الانتظار                                       | [ 35 ] |
| سينما إي هونورز                    | 12 يناير 2024 ‏          | الإخراج المتميز                       | كوثر بن هنية                | في الانتظار                                       | [ 35 ] |
| سينما إي هونورز                    | 12 يناير 2024 ‏          | جائزة هترودوكس                        | بنات ألفة                   | في الانتظار                                       | [ 35 ] |
| جائزة الأنوار                      | 22 يناير 2024 ‏          | أفضل موسيقى                           | أمين بوحافة                 | في الانتظار                                       | [ 36 ] |
| جائزة الأنوار                      | 22 يناير 2024 ‏          | أفضل فيلم وثائقي                      | بنات ألفة                   | في الانتظار                                       | [ 36 ] |
| جوائز الروح المستقلة               | 25 فبراير 2024 ‏         | أفضل فيلم وثائقي ‏                     | كوثر بن هنية، نديم شيخ روحه | في الانتظار                                       | [ 37 ] |